# Naturschutzgebiet Torfstiche Stuer
Koordinaten: 53° 22′ 45″ N, 12° 21′ 47,3″ O
Das Naturschutzgebiet Torfstiche Stuer ist ein 55 Hektar umfassendes Naturschutzgebiet in Mecklenburg-Vorpommern zwei Kilometer südöstlich von Stuer. Die Unterschutzstellung erfolgte am 16. Februar 1978 mit dem Zweck, ein überwiegend mit Wald bedecktes Hochmoor zu schützen und zu entwickeln. Das Gebiet wurde im Jahr 1999 erweitert.
Der aktuelle Gebietszustand wird als unbefriedigend eingeschätzt, da ein Netz von Entwässerungsgräben die Flächen entwässert. Ein Renaturierungsprojekt im angrenzenden Rogeezer Bruch wirkt sich positiv auf den Wasserhaushalt aus. Es existieren keine öffentlichen Wege im Schutzgebiet. Eine Beobachtungskanzel in der Nähe der Ruine der Wasserburg Stuer ermöglicht Einblicke in angrenzende Flächen.

## Geschichte und Wasserhaushalt
Die Flächen des heutigen Schutzgebiets wurden entscheidend durch die letzte Eiszeit geprägt. Sie befinden sich am Rand einer ehemaligen Eisrandlage. In einer ausgeschürften Hohlform entwickelte sich zunächst ein Versumpfungsmoor, auf dem anschließend ein Hochmoor aufwachsen konnte. Das zunächst auf natürliche Weise durch eine Schwelle vom westlich angrenzenden Stuerer Seebecken getrennte Gebiet wurde durch die Anlage von Gräben in diese Richtung entwässert. Westlich des Schutzgebiets befand sich die Burg Stuer. Im 19. Jahrhundert begann der Torfabbau, der bis Mitte des 20. Jahrhunderts betrieben wurde.
Zu DDR-Zeiten wurde das angrenzende Seebecken intensiv entwässert, was auch das Moor erheblich beeinträchtigte.

## Pflanzen- und Tierwelt
Auf feuchteren Standorten findet sich noch ursprüngliche Moorvegetation mit Torfmoosen, Sumpfporst, Schmalblättrigem Wollgras, Moos- und Trunkelbeere. Birke, Eberesche, Faulbaum und Esche bedecken einen Großteil der Flächen.
Brutvögel im Gebiet sind Wespenbussard, Kranich und Waldschnepfe. Die Libellenfauna ist mit den Arten Hochmoor-Mosaikjungfer, Torf-Mosaikjungfer und Moosjungfer vertreten.